# Sosva
De Sosva (Russisch: Сосьва, sos'-va) of Zuidelijke Sosva is een Russische rivier aan de oostzijde van de Oeral. De rivier heeft haar oorsprong in een aantal rivieren in de oostelijke uitlopers van de Noordelijke Oeral (waaronder de Grote en Kleine Sosva), vanwaar ze het West-Siberisch Laagland binnenstroomt en uiteindelijk samen met de Lozva de Tavda vormt. Van de rivier is vanaf de monding ongeveer 333 kilometer bevaarbaar. De rivier heeft een gemengde aanvoer van water, waarbij sneeuw overheerst. Van begin november tot april is de Sosva bevroren.
De belangrijkste plaatsen langs de Sosva zijn Sosva en Gari. De belangrijkste zijrivieren zijn de Kakva, Langoer, Ljalja en Toerja. Bij de oorsprong liggen een aantal bergpieken, waarvan de hoogste; Denezjkin Kamen (1492 meter) omgeven is door de gelijknamige zapovednik Denezjkin Kamen.

## Etymologie
De rivier werd tot aan het begin van de twintigste eeuw geschreven als Сосва (Sosva). De riviernaam 'Sosva' komt uit het Zurjeens (Komi) en valt onder te verdelen in 'sos', wat zoiets als 'arm' ("рукав") zou kunnen betekenen en 'va' wat 'water' betekent. Samengevoegd; 'arm van het water' ("Рукавная вода" of "Рукав - вода"). In de vertaling van het Zurjeens naar het Russisch wordt de betekenis daarom wel aangeduid als 'rivierarm' ("рукав реки"). Er zijn echter ook andere verklaringen voor de hydroniem 'Sosva'. Sommige 'trans-Oeral' Komi (Komi wonend ten oosten van de Oeral) leggen de betekenis van het Zurjeense woord 'sos' uit als 'vies', 'modderig'; 'modderig water'. Dit om de dichotomie aan te geven met de rivier de Lozva die in het Zurjeens 'blauwe rivier' betekent.
In het Wogoels (Mansi) wordt de rivier aangeduid als 'Smalle Sosva' of 'Smalle Tagt'. Tagt (Тагт) zou mogelijk een archaïsme kunnen zijn van 'Tajt' (тайт) wat 'arm' betekent, maar het is niet zeker of 'Tagt' en 'Tajt' hetzelfde betekenen. In dit verband is het ook mogelijk dat de benaming van de rivier door de Mansi destijds door de Zurjenen (Komi) verkeerd is vertaald, waarna deze in het Russisch gewoon is overgenomen.

## Trivia
De Sosva moet niet worden verward met de Noordelijke Sosva (Северная Сосьва), die noordelijker stroomt door Chanto-Mansië, deze wordt namelijk soms ook aangeduid als 'Sosva'.
Zowel de Noordelijke als de Zuidelijke Sosva hebben bronrivieren met de namen Kleine Sosva (Малая Сосьва) en Grote Sosva (Большая Сосьва).